# Probopyria alphei
Probopyria alphei là một loài chân đều trong họ Bopyridae. Loài này được Richardson miêu tả khoa học năm 1900.